# 東久留米七福神
東久留米七福神（ひがしくるめしちふくじん）は東京都東久留米市の5社の寺院にある七神の総称である。久留米の地名の由来となった黒目川とその支流落合川に囲まれた地域にある寺院で構成される。なお、大圓寺には全七福神7体の本尊も祀られている。

## 東久留米七福神の一覧
- 大圓寺‐寿老人、福禄寿、恵比寿
- 米津寺‐布袋尊
- 多聞寺‐毘沙門天
- 浄牧院‐大黒天
- 宝泉寺‐弁財天